# Guillermo Cazenave
Pour les articles homonymes, voir Cazenave.
Guillermo « Guill » Cazenave (Buenos Aires, 18 septembre 1955), descend d’une famille d'origine française qui a toujours été liée au monde de l'art et de la culture.
À l’âge de sept ans lorsque sa grand-mère lui offrit une flute celtique, il se révéla musicien.   
Plus tard, Cazenave enchaîna en étudiant la batterie, la guitare et le piano; à la fin des années 1960, il se mit à composer son premier texte musical.
Guillermo Cazenave fut l'un des pionniers, au niveau mondial, de la musique new age et depuis l'année de sa création, en 1975, il dirige l'Institut de Musicothérapie et Biomusique.
La personnalité artistique de Guillermo Cazenave se caractérise par le choix d’un répertoire musical éclectique et qui se manifestera dans ses productions et dans la composition de pièces instrumentales très variées, ainsi qu'à travers le chant s'exprimant indistinctement en anglais ou en espagnol, pop, les mélodies classiques, méditatives, symphoniques, etc. Il joue plusieurs instruments, tantôt électroniques, ethniques ou classiques.
Sa production en CD dépasse la soixantaine d'albums et plus de mille compositions enregistrées dont beaucoup ont été utilisées dans les radios et la télévision dans plus d'une quarantaine de pays.
En tant qu'écrivain, Guillermo Cazenave a publié plusieurs livres, qui traitent essentiellement des nouvelles approches de la musique, tel que "El Sonido del Universo" (Barcelone, 1988) ou "Musica para una Nueva Era" (Editorial Kier, Buenos Aires, 1992). Également, il faut signaler la place éminente qu'il occupe dans le domaine du "roman historique", avec des œuvres comme "La Noche del Grial" (Mandala Ediciones, Madrid, 2006).
De même, Guillermo Cazenave a produit et réalisé de nombreuses vidéos et des programmes de télévision consacrés à certains thèmes de notre époque: relaxation, musico-thérapie, musicoembriologie (musique pour des femmes enceintes, des bébés et des enfants), biomusique, etc.
En outre, il s'est fait remarquer en tant que conférencier sur de sujets en rapport avec la musico-thérapie, la biomusique, l'astroson ou "musique des sphères", ainsi que sur la musique alternative en général.
Il est très souvent présent dans des congrès et des symposiums. Régulièrement il anime des ateliers et des séminaires.
La musique de Guill Cazenave a voyagé dans l'espace dans la navette américaine Endeavour de la NASA, en juin 2011.
Depuis les années soixante-dix, Guillermo est végétarien et grand défenseur des droits des animaux.
Il s'est fait également remarquer comme joueur d'échecs et joueur de golf pendant son adolescence.

## Chronologie
- 1968 - 69 : premières chansons et enregistrements avec guitare et flûte.
- 1970 - 72 : compose et enregistre plus de 200 pièces et poursuit ses études de guitare classique et flûte.
- 1973 - 75 : premiers enregistrements expérimentaux et instrumentaux se servant d'effets à partir de procédés spatiaux du son. En 1974, il enregistre son premier album, recueil de sa musique pour une production théâtrale donnée pour la première fois au Théâtre San Martín, de Buenos Aires. Début de ses études de piano classique avec le concertiste Guillermo Izcla.
- 1976 - 77 : s'étant fixé à New York, il entre en contact avec Philip Glass et réalise de nouveaux enregistrements, utilisant pour la première fois des synthétiseurs comme instruments prédominants.
- 1978 - 82 : réside à Londres où il est en contact avec des musiciens tels Anthony Phillips et Steven Halpern. Avec les enregistrements réalisés dans la capitale anglaise, Guillermo se fait connaître auprès des premiers cercles émergents du new age.
- 1983 - 86 : Guillermo s'installe en Espagne et fonde "Astral" (la première marque spécifiquement new age en ce pays). Premiers contacts en Espagne: il collabore avec Fernando Salazar (fondateur de l'Institut de Musicothérapie et Biomusique).
- 1987 - 89 : nombreux concerts et voyages en France et en Angleterre ainsi que plusieurs enregistrements lui permettent de se situer dans une position indépendante par rapport aux modes passagères et il peut alors inscrire ses compositions dans le cadre de sa propre vision de la Métamusique.
- 1990 - 93 : Guillermo donne des concerts au Mexique, États-Unis et différents autres pays. Également, il complète la bande sonore pour le film américain "The Touch of Zen", dirigé par John Liu.
- 1994 - 96 : encore des voyages et concerts et plusieurs programmes de télévision et de radio aux États-Unis, Mexique, France, Royaume-Uni, Argentine, etc. Cazenave enregistre deux jam-sessions avec Steven Halpern ("Spanish Impromptu", 1994) et Anthony Phillips ("The Meadows of Englewood", 1995), ainsi que deux vidéos avec chacun de ces musiciens.
- 1997 - 98 : représentations aux États-Unis, Espagne, Mexique et programmes pour la BBC et Radio Nacional de España.
- 1999 - 01 : réédition complète de son catalogue sur CD. Voyages en Amérique et en Europe. Production de vidéos et de l'album double "Two Suns", en collaboration avec Jeremy Morris.
- 2002 - 04 : Guillermo Cazenave s'installe en Pays cathare, tout près du château de Montségur. C'est là qu'il aménage son studio d'enregistrement. Il enregistre "Parthénon" avec Ronald Lloyd et "Duplex" (duettos avec des amis musiciens des différentes époques, tels Lloyd, Jeremy, Miguel Abuelo, Steven Halpern, Anthony Phillips, Quique Berro, Kartar Singh, etc.)
- 2004 - 06 : Guillermo finit d'écrire et publie son livre + CD "La Noche del Grial", qui se fonde sur ses propres expériences vécues dans le sud de la France pendant une vingtaine d'années.
- 2007 - 09 : ses deux nouvelles œuvres, si attendues, apparaîtront cette année: "Ser" et "Pack" (chansons pop-rock).
- 2010-13 : édition des CD "Guita-Ra", "Two Signals" (avec Jeremy Morris) & "The Meadows of Englewood" (CD + DVD avec Anthony Phillips). Guillermo publie son livre "Biomusique".
- 2021 : "1000Agros".
- 2022 : "The Millbrook Tapes" (London Demos, 1980).
- 2023 : "The Classical Collection Vol. 1" & "Subur" (Sitges Demos 1979-83).

## Discographie essentielle
- - Tales of former times (compilation)
  - Demos-Le (1969-99)
  - Vikings (1983)
  - Arkanos (1983)
  - Zodiac Music (1984)
  - Kabbalah (1985)
  - Flying (1993)
  - Kontact (1993)
  - Surfing GAIA (1993)
  - Vivo Vien (2003)
  - éL eS syD -Syd Barrett Tribute- (2009)
  - The Meadows of Englewood -avec Anthony Phillips- (1996)
  - Spanish Impromptu -avec Steven Halpern- (1994)
  - BBC Recordings (1999)
  - Tower (2001)
  - Aquí (1996)
  - Two Suns -avec Jeremy Morris- (2002)
  - The Live Radio Sessions -avec Anthony Phillips- (1999)
  - Pack (2000)
  - Parthenon -avec Ronald Lloyd- (2004)
  - Duplex -duets avec amis- (2004)
  - Ser (2007)
  - Two Seconds -avec Jeremy Morris- (2008)
  - Guita-Ra (2009)
  - The Meadows of Englewood XV Anniversary -CD + DVD avec Anthony Phillips- (2012)
  - 1000Agros (2021)
  - The Millbrook Tapes -reedition / London Demos 1980- (2022)
  - The Classical Collection Vol. 1 (2023)
  - Subur -Sitges Demos 1979-83 (2023)

## Sites officiels
- Site officiel